# Арнелл, Альма
Альма Арнелл (швед. Alma Arnell, полное имя Alma Constantia Arnell; 1857—1934) — шведская художница.

## Биография
Родилась 2 мая 1857 года в городе Säbrå в Онгерманланде.
Живописи училась у Густава Цедерстрема и Андерса Цорна в Стокгольме, а также в Париже и Риме.
Около 1907 года она делила художественную студию в Стокгольме на улице Hamngatan 5 с Хильмой Клинт.
Альма Арнелл писала жанровые сцены, пейзажи и портреты. Её работы представлены в Национальном музее Швеции в Стокгольме.
Умерла в 1934 году.